# کلومرس
کلومرس (به اسپانیایی: Colomés) یک منطقهٔ مسکونی در اسپانیا است که در بایکس امپوردا واقع شده‌است. کلومرس ۴٫۴ کیلومتر مربع مساحت دارد.